# ワールド・オブ・ディズニー
ワールド・オブ・ディズニー（英: World of Disney）は、ウォルト・ディズニー・カンパニー（ディズニー・パークス・エクスペリエンス・プロダクツ）傘下のディズニーグッズを取り扱う企業である。

## 概要
ディズニー・パークス・エクスペリエンス・プロダクツが運営、販売している大型のディズニーショップである。
ディズニーランド・リゾートのダウンタウン・ディズニーやウォルト・ディズニー・ワールド・リゾートのディズニー・スプリングス内にあるアメリカ最大級のディズニーキャラクター関連のグッズ販売店である。
世界で4つの店舗を運営している。

## リニューアル
2018年にはアメリカのワールド・オブ・ディズニーがリニューアルされ、袋の有料化（約110円）になるなど環境に配慮した形となった。

## 内容
ディズニーキャラクター以外にもウォルト・ディズニー・カンパニー傘下のスター・ウォーズやマーベルの限定品などもあり、男子からもにんきである。

## 店舗
- ディズニーランド・リゾート（ダウンタウン・ディズニー）
- ウォルト・ディズニー・ワールド・リゾート（ディズニー・スプリングス）
- ディズニーランド・パリ（ディズニー・ヴィレッジ）
- 上海ディズニーリゾート